# Phoradendron campbellii
Phoradendron campbellii är en sandelträdsväxtart som beskrevs av Krug & Urb.. Phoradendron campbellii ingår i släktet Phoradendron och familjen sandelträdsväxter. Inga underarter finns listade i Catalogue of Life.